# Prager Schachfestival
Das Prager Schachfestival (offiziell Prague International Chess Festival) beschreibt eine Gruppe von Schachturnieren, die seit 2019 jährlich in Tschechiens Hauptstadt Prag veranstaltet werden.
Die Idee des Festivals ist, tschechischen Schachspielern, jungen Talenten und Nationalspielern eine Möglichkeit zu geben, sich mit starken Großmeistern zu messen. Langfristig soll so eine feste jährliche Tradition auf Augenhöhe mit anderen internationalen Turnieren entstehen.
Das Hauptevent – ähnlich wie beim Tata-Steel-Schachturnier in Wijk aan Zee – bilden das Masters-Turnier, bei dem unter anderem Spieler mit einer Elo-Zahl von über 2700 antreten, sowie das Challengers, dessen Sieger für das nächstjährige Masters eingeladen wird.
Auch ein klassisches Open und mehrere Ratings-Turniere werden ausgetragen, wobei sich der Sieger des Open-Turniers für das nächste Challengers qualifiziert. Seit 2020 gibt es neben einem Kinder- und Jugendturnier (Futures) auch je ein Turnier im Blitz- und Schnellschach.
Aufgrund der COVID-19-Pandemie wurde 2021 kein Challengers ausgetragen.
Organisiert wird das Festival vom tschechischen Nový Bor Chess Club im Hotel Don Giovanni in Prag.

## Siegerliste
| Nr. | Jahr | Masters               | Challengers          | Open                        | Futures               | Schnell- schach  | Blitz- schach              |
| --- | ---- | --------------------- | -------------------- | --------------------------- | --------------------- | ---------------- | -------------------------- |
| 1   | 2019 | Nikita Witjugow       | David Antón Guijarro | Hannes Stefánsson           |                       |                  |                            |
| 2   | 2020 | Alireza Firouzja1     | Jorden van Foreest   | G. Akash                    | Václav Finěk          | Jakub Půlpán     | Aman Hambleton             |
| 3   | 2021 | Samuel Shankland      | nicht ausgetragen    | Marcin Krzyżanowski         | Jakub Vojta           | Vojtěch Plát     | Pontus Carlsson            |
| 4   | 2022 | P. Harikrishna        | Vincent Keymer       | Alexander Motyljow          | Kamil Warchoł         | Maksym Goroshkov | Jayant Raut Vaibhav        |
| 5   | 2023 | Ray Robson            | Mateusz Bartel       | Vojtěch Plát                | Patryk Cieslak        | Vojtěch Plát     | Maximilian Berchtenbreiter |
| 6   | 2024 | Nodirbek Abdusattorov | Ediz Gürel           | Stamatis Kourkoulos-Arditis | Aansh Nandan Nerurkar | Sundar M Shyam   | Lut Yin Luke Lau           |
| 7   | 2025 | Aravindh Chithambaram | Nodirbek Yoqubboyev  | Thomas Beerdsen             | Sara Maria Sunea      | Oliver Stork     | Kanan Hajiyev              |
| 8   | 2026 |                       |                      |                             |                       |                  |                            |

1 Firouzja spielte zwischen 2019 und 2021 unter neutraler Flagge der FIDE.